# Lüe
Lüe település Franciaországban, Landes megyében. Lakosainak száma 613 fő (2022. január 1.). Lüe Escource, Labouheyre, Parentis-en-Born, Pontenx-les-Forges, Solférino, Liposthey és Ychoux községekkel határos.

## Népesség
A település népességének változása:
| Lakosok száma | 426  | 371  | 415  | 493  | 510  | 545  | 562  | 567  | 581  | 613  |
|               | 1968 | 1982 | 1990 | 2006 | 2013 | 2015 | 2017 | 2019 | 2020 | 2022 |